# Ebisu
Ebisu (恵比須, 恵比寿, 夷, 戎), cũng được phiên âm là Yebisu (ゑびす xem các chữ kana trong quá khứ) hoặc được gọi là Hiruko (蛭子) hoặc Kotoshiro-nushi-no-kami (事代主神)  là một trong Thất Phúc Thần (七福神 Shichifukujin) của Nhật Bản. Hình ảnh thường thấy nhất của ông là một vị thần mặc bộ đồ Kariginu, tay phải cầm cần câu, tay trái ôm một con cá rất lớn.

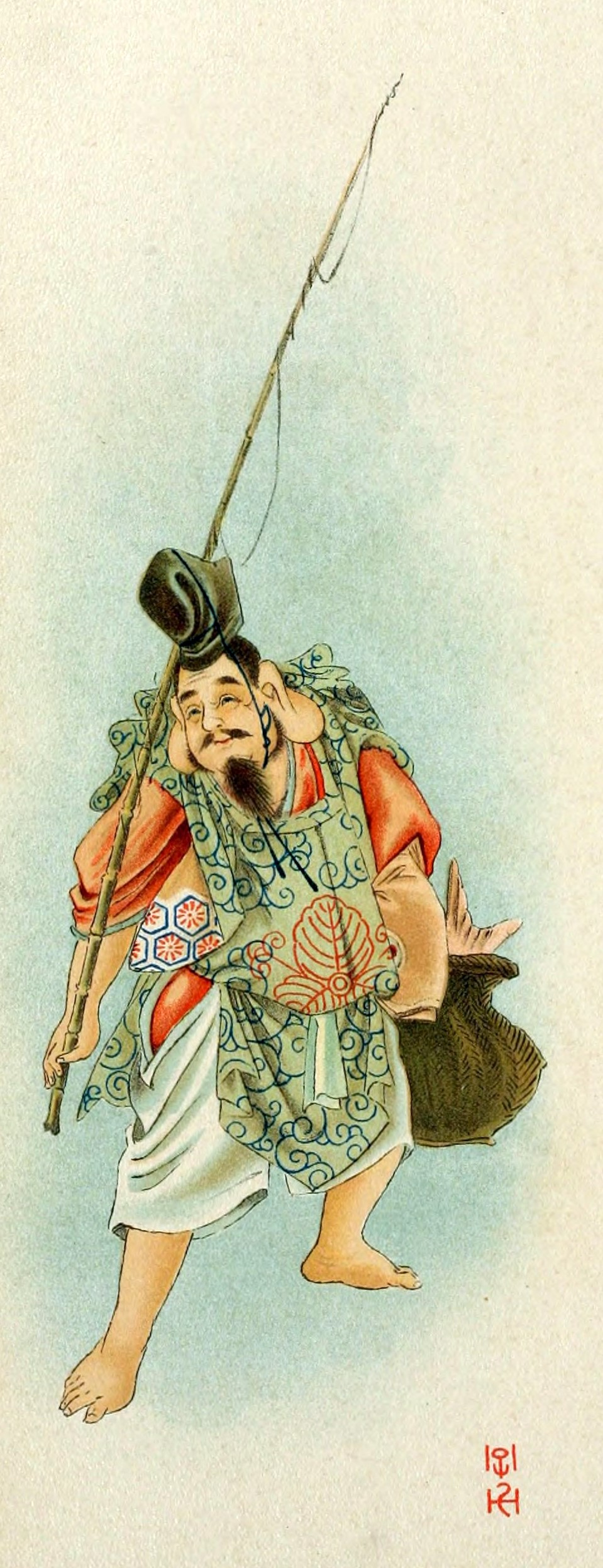

Ebisu là vị thần duy nhất có nguồn gốc từ Nhật (các vị thần khác trong Thất Phúc Thần có nguồn gốc từ Ấn Độ hoặc Trung Quốc),là con đầu lòng của 2 vị thần khai sinh ra nước Nhật Bản: Izanagi và Izanami. Ban đầu ông là vị thần ngư nghiệp, sau mới là thần bảo hộ và thần thương nghiệp. Tên của ông trong tiếng Nhật được viết bằng những chữ như sau: 夷、戎、胡、蛭子、蝦夷、恵比須、恵比寿、恵美須. Trong Kojiki, tên ông được viết là 水蛭子, trong Nihonshoki thì viết là 蛭児, tất cả đều đọc là Hiruko, đến thời kỳ Trung thế (khoảng từ thế kỷ 12 đến khoảng thế kỷ 16,17) thì người ta gọi ông là Ebisu. Ngoài ra người ta cũng gọi ông là Ebissan, Ebessan, Obessan.